# Yuji Takeshima
Yuji Takeshima (竹嶋 裕二 Takeshima Yuji?, nacido el 11 de junio de 1999 en Chiba) es un futbolista japonés que juega como centrocampista.
En 2018, Takeshima se unió al Ehime FC de la J2 League.

## Trayectoria

### Clubes
| Club     | País  | Año    |
| -------- | ----- | ------ |
| Ehime FC | Japón | 2018 - |

## Estadística de carrera

### J. League
| Club     | Año   | J. League | J. League | Copa J. League | Copa J. League | Total | Total |
| Club     | Año   | Part.     | Goles     | Part.          | Goles          | Part. | Goles |
| -------- | ----- | --------- | --------- | -------------- | -------------- | ----- | ----- |
| Ehime FC | 2018  | 0         | 0         | -              | -              | 0     | 0     |
| Ehime FC | 2019  | 3         | 0         | -              | -              | 3     | 0     |
| Total    | Total | 3         | 0         | 0              | 0              | 3     | 0     |